# Hari Dhillon
Hari Jamil Dhillon es un actor estadounidense, conocido por haber interpretado a Michael Spence en la serie Holby City.

## Biografía
Hari está casado con la instructora de yoga Lara Dhillon, con quien tiene una hija, Arya Dhillon (2007).

## Carrera
En 1999 obtuvo un pequeño papel en la película norteamericana Entrapment, donde interpretó a uno de los guardias de seguridad.
En 2005 apareció como invitado en dos episodios de la popular serie norteamericana Charmed, donde interpretó a Gregg. Ese mismo año apareció en un episodio de la serie Medium, donde dio vida a Chand Sooran. El 20 de noviembre de 2007, se unió al elenco principal de la serie médica británica Holby City, donde interpreta al doctor cirujano Michael Spence hasta el 17 de diciembre de 2013. Anteriormente había aparecido por primera vez en la serie entre 2001 y 2003, cuando interpretó al doctor Sunil Gupta en siete episodios.
En diciembre de 2016 se anunció que Hari aparecería en la serie This Is Us, donde dará vida a Sanjay.

## Filmografía

### Series de televisión
| Año             | Título              | Personaje          | Notas                           |
| --------------- | ------------------- | ------------------ | ------------------------------- |
| 2017 - presente | This Is Us          | Sanjay             | -                               |
| 2014            | The Mentalist       | Ari Qasimi         | episodio "Brown Eyed Girls"     |
| 2007 - 2013     | Holby City          | Dr. Michael Spence | 264 episodios                   |
| 2007            | The Loop            | Sikander           | 5 episodios                     |
| 2007            | Without a Trace     | -                  | episodio "Crash and Burn"       |
| 2006            | Mr. Nice Guy        | Roger              | -                               |
| 2005            | Medium              | Chand Sooran       | episodio "Dead Aim"             |
| 2005            | Charmed             | Gregg              | 2 episodios                     |
| 2003            | She Spies           | Deepak Shoenstein  | episodio "Damsels in De-Stress" |
| 2002            | The Agency          | Aref Sahim         | episodio "Elite Meat to Eat"    |
| 2000            | Trial & Retribution | Ashley Freeman     | episodio # 4.2                  |
| 1999            | Dream Team          | Biloo Kapur        | -                               |

### Películas
| Año  | Título             | Personaje                  | Notas |
| ---- | ------------------ | -------------------------- | --- |
| 2024 | Detonantes         | Mohamed                    | junto a Jessica Alba, Anthony Michael Hall                                                                   |
| 2003 | Cradle 2 the Grave | Comprador Paquistaní       | junto a Jet Li, DMX, Anthony Anderson, Kelly Hu, Tom Arnold & Mark Dacascos                                  |
| 2001 | Lawless Heart      | Will                       | junto a Bill Nighy, Tom Hollander, Douglas Henshall & Clémentine Célarié                                     |
| 2001 | Wit                | Hombre                     | junto a Emma Thompson, Christopher Lloyd, Eileen Atkins & Audra McDonald                                     |
| 2000 | Arabian Nights     | Príncipe Hussain           | junto a Mili Avital, Dougray Scott, Rufus Sewell, Tchéky Karyo, Jim Carter, Peter Guinness & Jason Scott Lee |
| 1999 | New World Disorder | Mark Ohai                  | junto a Rutger Hauer, Andrew McCarthy & Tara Fitzgerald                                                      |
| 1999 | Entrapment         | 3.er. Guardia de Seguridad | junto a Sean Connery, Catherine Zeta-Jones, Ving Rhames & Will Patton                                        |

### Teatro
| Año  | Obra                    | Personaje      | Director (a)  | Teatro               | Notas                                |
| ---- | ----------------------- | -------------- | ------------- | -------------------- | ------------------------------------ |
| 2006 | Morbidity and Mortality | Dr. Anil Patel | Loretta Greco | Magic Theatre        | junto a Sasha Eden & Jonathan Leveck |
| 2004 | A Perfect Wedding       | Amadou         | -             | Kirk Douglas Theatre | -                                    |
| 2004 | Drifting Elegant        | Victor Saad    | -             | Magic Theatre        | -                                    |
| 2002 | Mother Teresa Is Dead   | Srinivas       | -             | Royal Court Theatre  | -                                    |

## Premios y nominaciones
| Año  | Categoría              | Premio                    | Serie      | Resultado |
| ---- | ---------------------- | ------------------------- | ---------- | --------- |
| 2010 | Best Drama Performance | National Television Award | Holby City | Nominado  |